# Халк (монета)

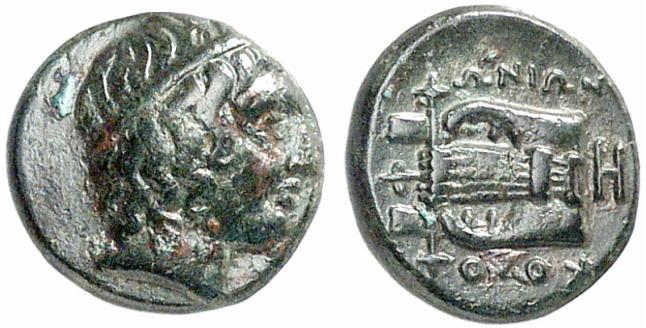
Халк города Колофон

Халк (греч. Χαλκούς) — античная медная монета. В Афинах стоимость халка была 1⁄8 обола; в других греческих городах один обол был равен 12—16 халкам. Первое упоминание монеты — середина V в. до н. э.
Название происходит либо от слова χαλκός «медь», либо от названия города Халкис, торговавшего медью.
Монета широко использовалась преемниками Александра Македонского.

## Дробные и кратные монеты

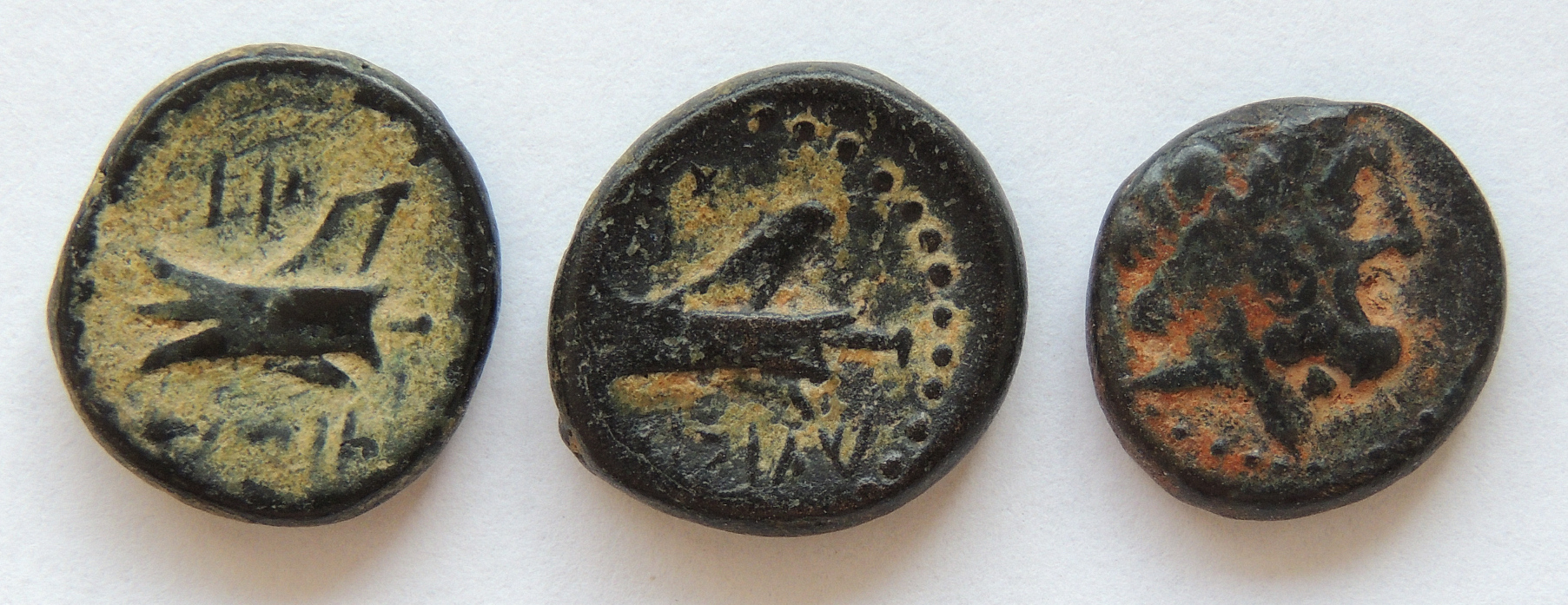
Дихалки фининкийского города Арвад (Арадос), бронза, 198—138 гг. до н. э.

- 10 халков — декахалк;
- 8 халков — октохалк;
- 6 халков — гексахалк;
- 5 халков — пентахалк;
- 4 халка — тетрахалк (полуобол);
- 3 халка — трихалк;
- 2 халка — дихалк;
- 1⁄2 халка — гемихалк[1].

## Соотношения с другими единицами
- 1 талант = 60 мин;
- 1 мина = 100 драхм;
- 1 драхма = 6 оболов;
- 1 обол = 8 халков;
- 1 халк = 2 лепты.

Обол часто был самой мелкой монетой, но иногда разменивался на халки.
Как мера веса халк был равен 0,09 г.